# Ortal
Ortal (hebrejsky אוֹרְטַל, podle spojení jmen dvou okolních kopců: אביטל-Har Avital a בנטל-Har Bental,, v oficiálním přepisu do angličtiny Ortal) je izraelská osada a vesnice typu kibuc na Golanských výšinách v Oblastní radě Golan.

## Geografie
Vesnice se nachází v nadmořské výšce 915 metrů. Leží cca 38 kilometrů severovýchodně od města Tiberias, cca 78 kilometrů severovýchodně od Haify a cca 145 kilometrů severovýchodně od centra Tel Avivu. Na dopravní síť Golanských výšin je napojena pomocí silnice číslo 91.
Ortal leží na náhorní planině v severní části Golanských výšin. Jižně od vesnice vystupuje nad okolní krajinu hora Har Šifon, vedle ní stojí podobný kužel hory Har Josifon. Západně od vesnice pramení vodní tok Nachal Gilabon.

## Dějiny
Ortal leží na Golanských výšinách, které byly dobyty izraelskou armádou v roce 1967 a jsou od té doby cíleně osidlovány Izraelci. Tato obec byla založena v roce 1978 jako další z kibuců v severní části Golan. Skupina budoucích osadníků se utvořila již v roce 1976. Původně uvažovali o osídlení lokality Tel Abu Katif (תל אבו קטיף), ale nezískali povolení ke zřízení trvalého sídla. V roce 1977 se proto aktivisté provizorně usadili v již existujícím kibucu Merom Golan, v budovách, které předtím využívala jiná skupina, jež mezitím odešla založit mošav Jonatan. V roce 1978 se pak přesunuli do nynější lokality, kde vznikla trvalá zemědělská vesnice - tehdy 27. izraelská osada na Golanech.
V osadě fungují zařízení předškolní péče o děti. Základní škola je v sousední obci Merom Golan. Obyvatelé vesnice se zabývají převážně zemědělstvím a turistickým ruchem. Přímo v kibucu funguje turistická vesnička se 42 pokoji a 10 luxusními apartmány.

## Demografie
Ortal je osadou se sekulárním obyvatelstvem. Jde o menší sídlo vesnického typu s dlouhodobě rostoucí populací. K 31. prosinci 2014 zde žilo 304 lidí. Během roku 2014 stoupla populace o 1,4 %.
| Rok            | 1983 | 1995 | 1999 | 2000 | 2001 | 2003 | 2004 | 2005 | 2006 | 2007 | 2008 | 2009 | 2010 | 2011 | 2012 | 2013 | 2014 |
| -------------- | ---- | ---- | ---- | ---- | ---- | ---- | ---- | ---- | ---- | ---- | ---- | ---- | ---- | ---- | ---- | ---- | ---- |
| Počet obyvatel | 126  | 203  | 226  | 248  | 255  | 249  | 258  | 254  | 243  | 238  | 255  | 295  | 305  | 285  | 276  | 291  | 304  |